# María Dolores de Aycinena
María Dolores de Aycinena y Micheo (29 tháng 10 năm 1814 - 29 tháng 5 năm 1874) là một phụ nữ Guatemala. Bà là vợ của Quyền Tổng thống Pedro de Aycinena y Piñol, Đệ nhất phu nhân Guatemala trong chính phủ của ông năm 1865. Bà là con gái của Jose Aycinena Carrillo và Mariana Micheo Delgado Nájera. Bà mất năm 1874, sau đó Aycinena qua đời năm 1897.